# Cerro Asososca
Cerro Asososca (ook: El Tigre) is een stratovulkaan in het departement León in het westen van Nicaragua. De berg ligt op ongeveer 20 kilometer ten oosten van de stad León en heeft een hoogte van 818 meter. De berg is onderdeel van de complexe vulkaan Las Pilas in de bergketen Cordillera Los Maribios.
Ten zuidoosten van de Cerro Asososca ligt het meer Lac Asososca.